# Повітряний насос

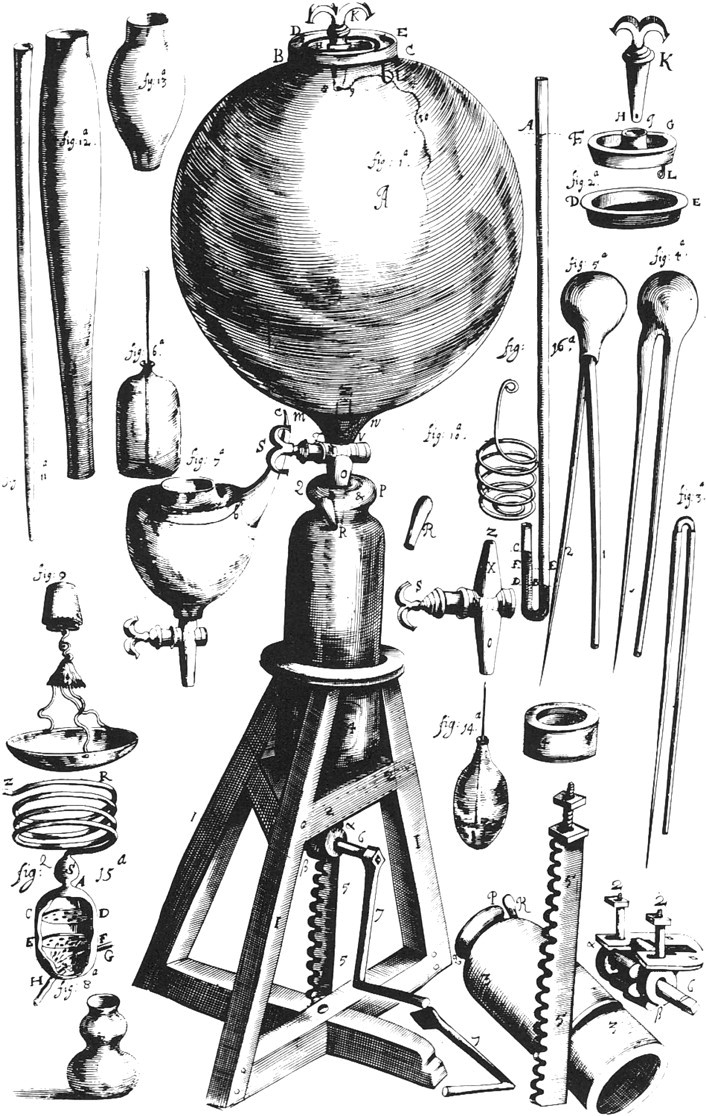
Повітряна помпа Бойля

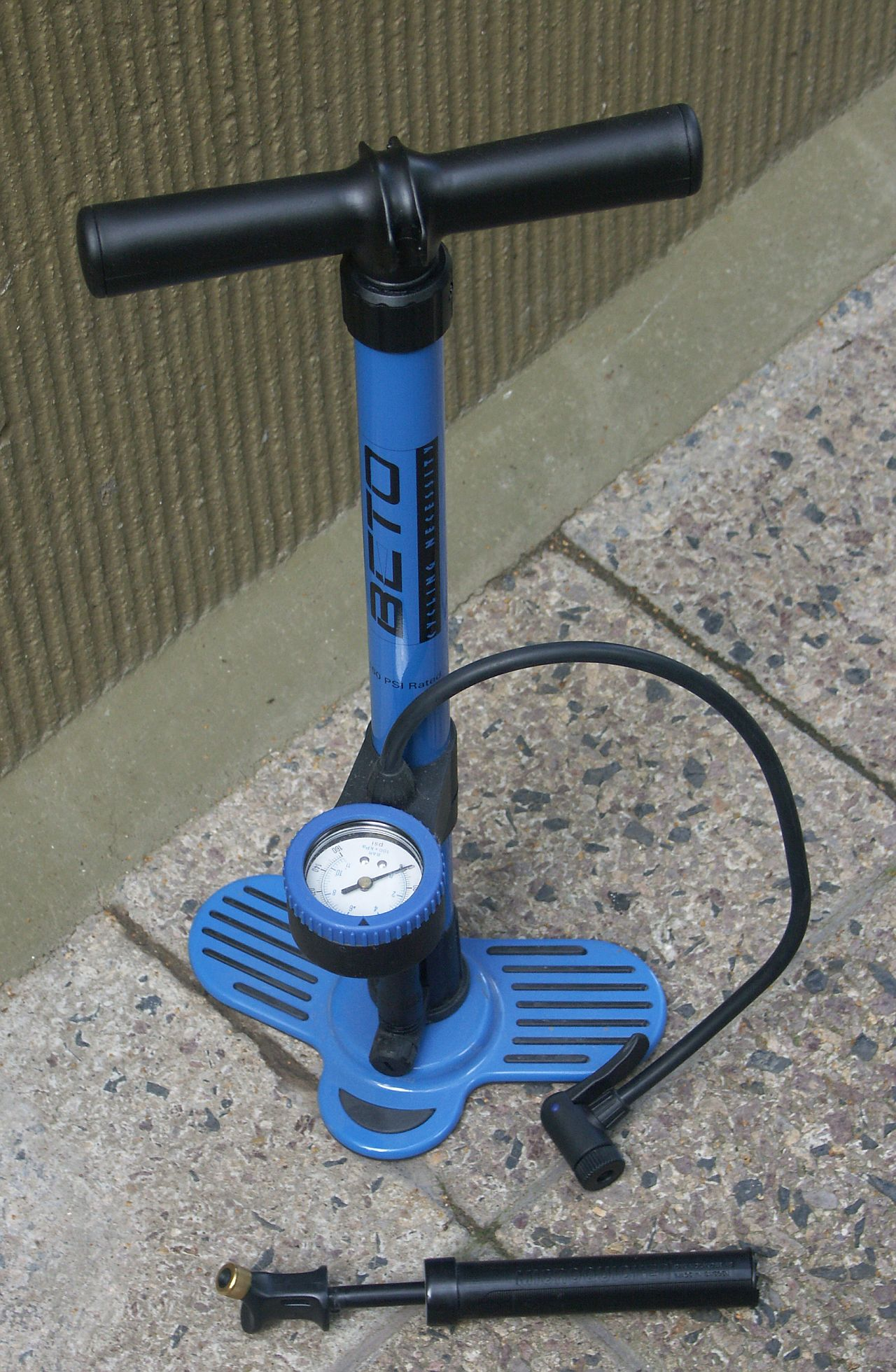
Ручний велосипедний насос з манометром для контролю тиску

Повітряний насос (повітряна помпа) — пристрій для перекачування повітря.
Повітряними насосами є велосипедний насос; компресор для аерації акваріумів або штучних ставків; пилосос тощо.
Перший ефективний повітряний насос був побудований в Англії для наукових цілей у 1658 році Робертом Гуком для Робертом Бойлем.
У 1649 Отто фон Ґеріке винайшов вакуумний золотниковий повітряний насос.
Повітряні насоси з високим робочим тиском називають компресорами.